# Кримпулька
Кримпу́лька (Кремпулька, Нова Кошарка) — село в Україні, у Захарівській селищній громаді Роздільнянського району Одеської області. Населення становить 39 осіб.
До 17 липня 2020 року було підпорядковане Захарівському району, який був ліквідований.

## Населення
У 1886 році у Кремпульці (Нова Кошарка) Кошарської волості Тираспольського повіту Херсонської губернії мешкало 306 осіб та нараховувалось 52 двори.
Згідно з переписом 1989 року населення села становило 75 осіб, з яких 28 чоловіків та 47 жінок.
За переписом населення 2001 року в селі мешкало 39 осіб. 100 % населення вказало своєю рідною мовою українську мову.